# Svarttjärnen (Bjurtjärns socken, Värmland)
Svarttjärnen är en sjö i Storfors kommun i Värmland och ingår i Göta älvs huvudavrinningsområde.